# Pegasus-klass
Pegasus-klass är en klass bärplansburna robotbåtar byggda för USA:s flotta på 1970-talet. De var de sista bärplansbåtarna i USA:s flotta och under den tid de var aktiva var de också de snabbaste fartygen i USA:s flotta.

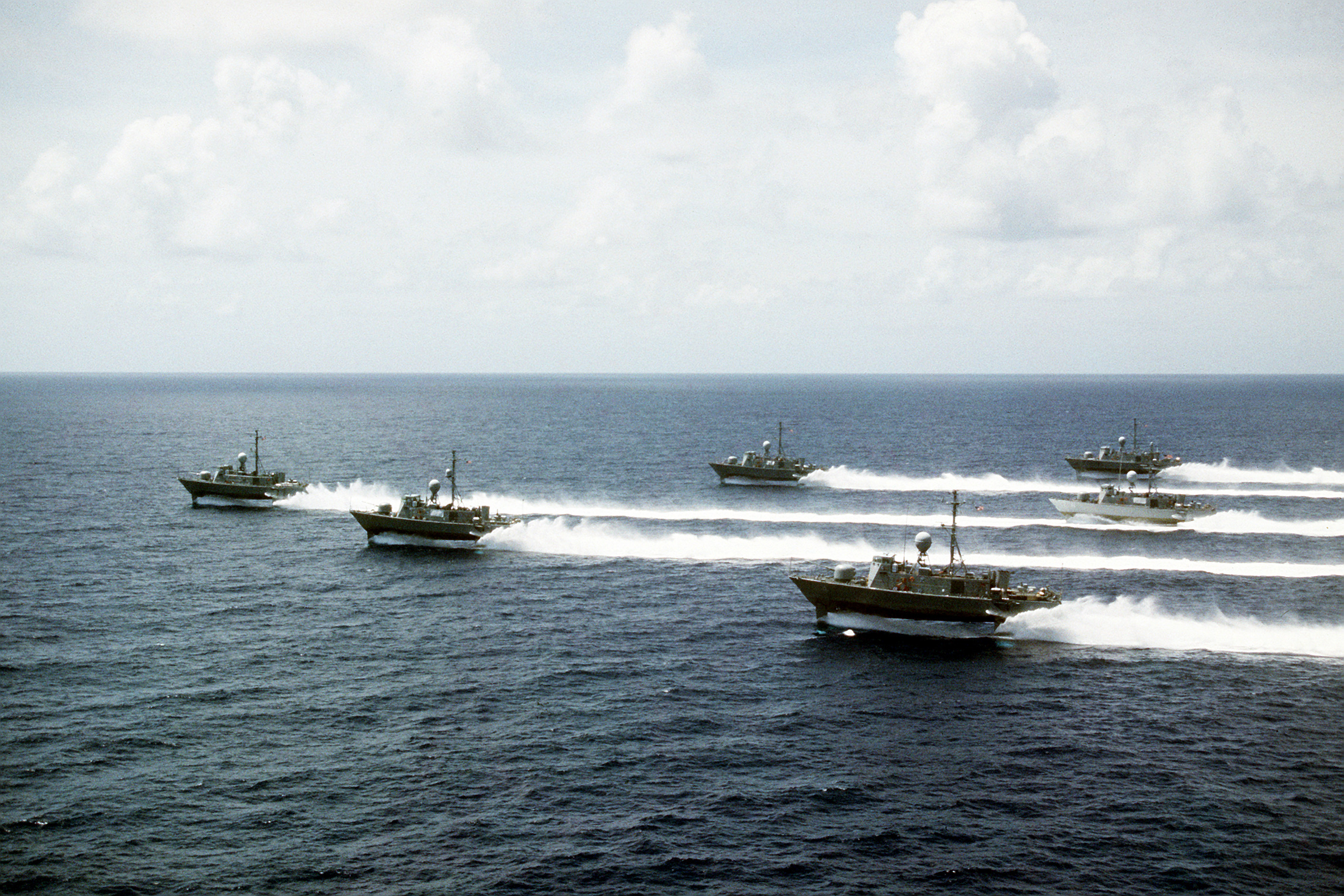
Alla sex fartyg i Pegasus-klassen på väg till Virginia Beach för avrustning, juni 1993.

## Historia
Efter andra världskriget koncentrerade sig USA:s flotta på sjökrigföring på öppet hav och var därför föga intresserade av fartyg mindre än fregatter. Efter att egyptiska robotbåtar lyckades sänka den israeliska jagaren INS Eilat fick många länder upp ögonen för den slagkraft som även små fartyg kunde besitta om de beväpnades med sjömålsrobotar. I USA var dock amiral Elmo Zumwalt ganska ensam om att driva linjen för att öka antalet fartyg genom att anskaffa mindre och mer kostnadseffektiva fartyg, något han till stora delar byggde på hans erfarenheter från Vietnamkriget. Hans koncept Sea Control Ship blev aldrig verklighet (i alla fall inte i USA), men det blev Pegasus-klassen. Från början planerades 30 fartyg plus 10 fartyg beställda av Västtyskland och 4 av Italien.
När Zumwalt pensionerades i juli 1974 valde flottan att gå på Hyman G. Rickovers linje och satsa pengarna från Pegasus-projektet på större fartyg i stället. Dock hade medel för sex fartyg i Pegasus-klassen redan avsatts i 1974 års försvarsbudget, så kongressen tvingade flottan att färdigställa de fartyg som de hade fått betalt för. Vid det laget hade Tyskland och Italien dragit sig ur projektet och valt att gå vidare med inhemska konstruktioner i stället (Albatros-klass respektive Sparviero-klass).
Fartygen baserades i Key West och användes för att patrullera Västindien, framför allt för insatser mot drogtrafiken, men deras begränsade uthållighet gjorde att de inte passade in i amerikanska flottans doktrin. Därför utrangerades fartygen i början av 1990-talet. Fyra fartyg skrotades medan Aries behölls som museifartyg i Brunswick, Missouri och Gemeni som såldes och byggdes om till motoryacht.

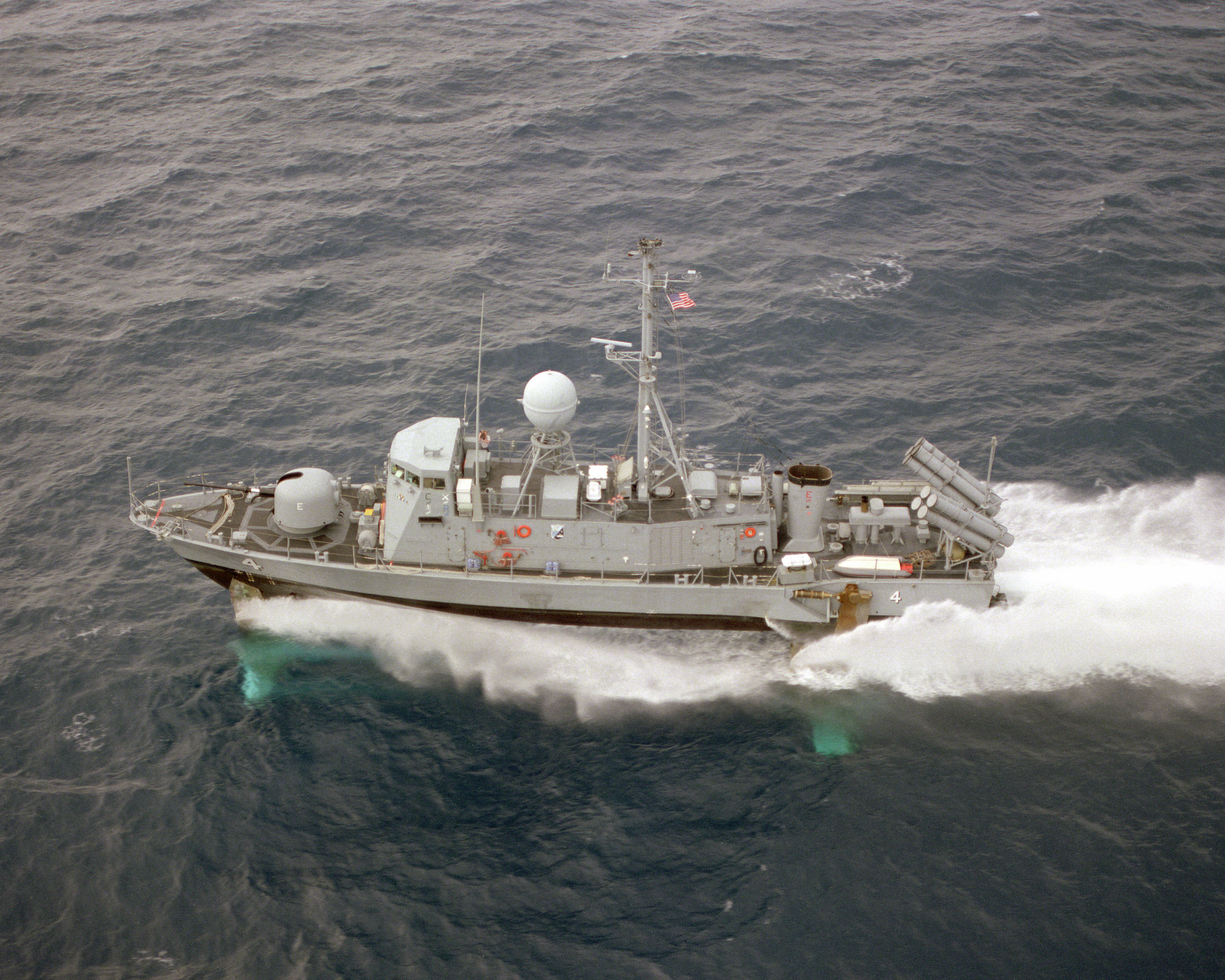
USS Aquila (PHM-4) under gång i hög fart.

## Konstruktion
I deplacerande läge drivs fartygen av två stycken MTU dieselmotorer på 800 hk vardera. Dessa driver var sitt vattenjetaggregat som kan driva fartygen i 12 knop. Planande på bärplanen drivs fartygen av en General Electric gasturbin på 18 000 hk som driver två stycken vattenjetaggregat i de aktre bärplanen. Bärplanen kan fällas upp när de inte används för att minska djupgåendet.
Fartygen i Pegasus-klassen är storleksmässigt jämförbara med den svenska Norrköping-klassen, men tack vare bärplanskonstruktionen är de snabbare samtidigt som de är tyngre beväpnade med en grövre kanon.

## Fartyg i klassen

### USS Pegasus (PHM-1)
Påbörjad: 9 maj 1973, Sjösatt: 9 november 1974, Tagen i tjänst: 9 juli 1977, Avrustad: 30 juli 1993, Skrotad: 19 augusti 1996

Pegasus var det första fartyget i klassen och dessutom färdigbyggd fem år före resten av fartygen i klassen (därav smeknamnet Pegasorous). Den 30 september 1981 kolliderade Pegasus med landstigningsfartyget USS Newport. Pegasus fick mindre skador ock kunde snart repareras.

### USS Hercules (PHM-2)
Påbörjad: 12 september 1980, Sjösatt: 13 april 1982, Tagen i tjänst: 18 december 1982, Avrustad: 30 juli 1993, Skrotad: 19 augusti 1996

Trots numreringen var Hercules det sist byggda fartyget i klassen. I december 1987 bordade Hercules ett fartyg och beslagtog över 500 kg kokain, det största beslaget av ett amerikanskt krigsfartyg. Insatsen gjorde att Hercules tilldelades flera utmärkelser av USA:s kustbevakning. Hercules var också det första fartyget i klassen att avfyra en skarp Harpoon-robot under en skjutövning.

### USS Taurus (PHM-3)
Påbörjad: 13 januari 1979, Sjösatt: 8 maj 1981, Tagen i tjänst: 10 oktober 1981, Avrustad: 30 juli 1993, Skrotad: 19 augusti 1996

Taurus och hennes systerfartyg Aquila var de första fartygen i klassen som genomförde transporten från varvet i Bremerton till basen i Key West på egna kölar. De lämnade Bremerton 15 juli 1982 tillsammans med ett understödsfartyg, passerade Panamakanalen 8 augusti och anlände till Key West tre dagar senare. Under 1983 var Taurus och Aquila baserade i Guantanamo tillsammans med fregatten USS Aubrey Fitch för att utarbeta taktik för hur snabba robotbåtar skulle kunna samarbeta bäst med större ytstridsfartyg. Dock kom USA:s invasion av Grenada emellan och alla tre fartygen skickades därför till Grenada. Taurus och Aquila återvände till Key West den 16 december.

### USS Aquila (PHM-4)
Påbörjad: 10 juli 1979, Sjösatt: 16 september 1981, Tagen i tjänst: 26 juni 1982, Avrustad: 30 juli 1993, Skrotad: 19 augusti 1996

Förutom de operationer som Aquila genomförde tillsammans med Taurus (se ovan) deltog hon i övningarna FLEETEX 86 och Ocean Venture 86. Därefter genomförde hon flera narkotikapatruller innan hon avrustades 1993.

### USS Aries (PHM-5)
Påbörjad: 7 juli 1981, Sjösatt: 5 november 1981, Tagen i tjänst: 18 september 1982, Avrustad: 30 juli 1993

Efter att Aries togs i tjänst 18 september 1982 genomförde hon under två månaders tid övningar i Pugetsundet innan hon påbörjade resan till Key West via San Francisco, San Diego och Panamakanalen. Hon var framme i Key West 15 december. Aries huvudsakliga sysselsättning var narkotikapatruller, mestadels från hemmabasen i Key West, men även från Bahamas och Puerto Rico. Hon deltog också i övningarna Ocean Venture 84 och Solid Shield 85.
Precis som övriga fartyg i klassen avrustades Aries 1993 och såldes som skrot 1996. Köparen Eliot James fann dock fartyget vara i så gott skick att han startade en stiftelse för att bevara henne som museifartyg i Brunswick, Missouri.

### USS Gemeni (PHM-6)
Påbörjad: 13 maj 1980, Sjösatt: 17 februari 1982, Tagen i tjänst: 13 november 1982, Avrustad: 30 juli 1993, Såld: 19 augusti 1996